# Film (Östhammar)
Film is een plaats in de gemeente Östhammar in het landschap Uppland en de provincie Uppsala län in Zweden. De plaats heeft 92 inwoners (2005) en een oppervlakte van 25 hectare.

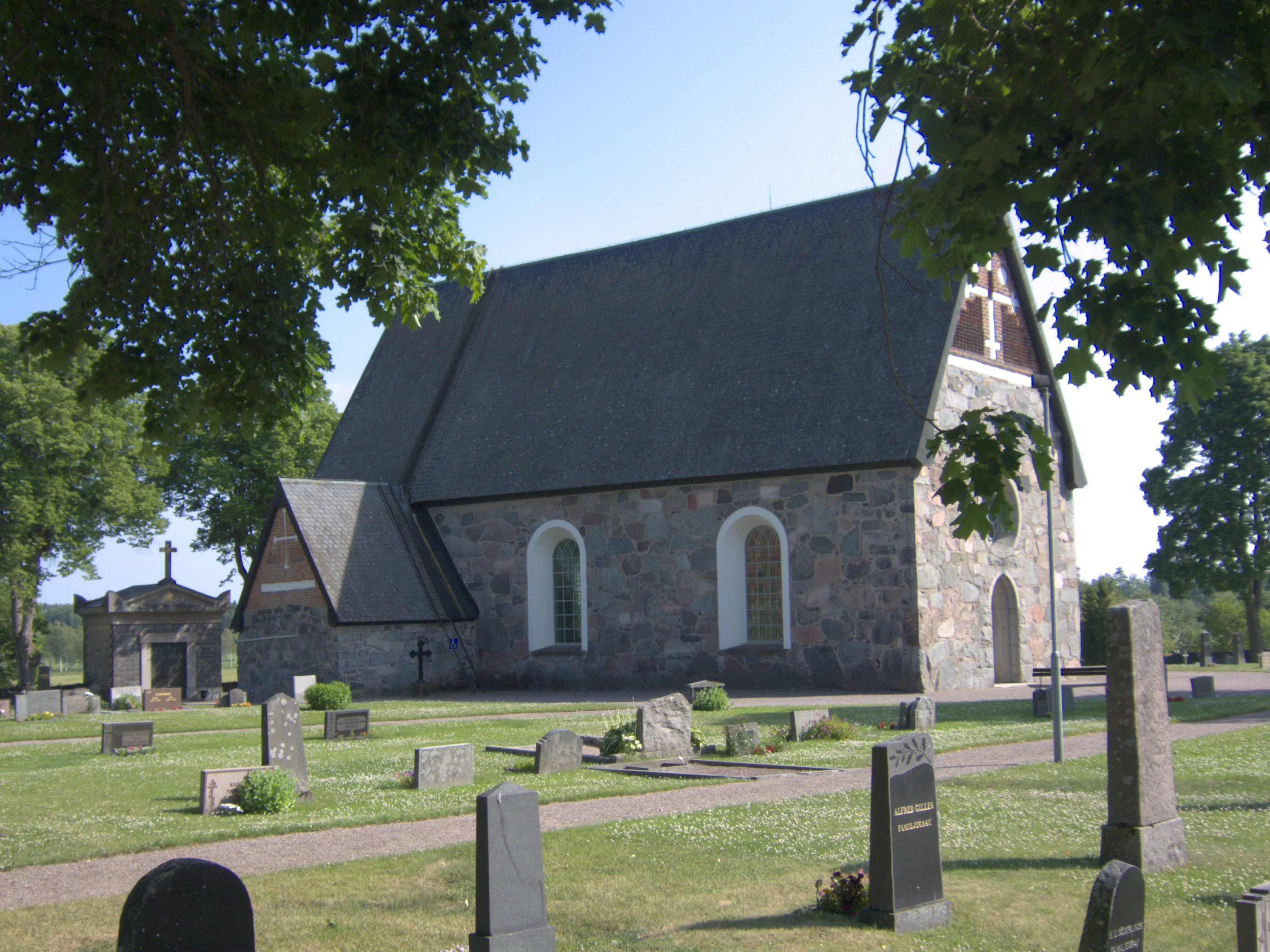
Kerk van Film